# Jan Łaski (arcivescovo cattolico)
Jan Łaski (Łask, 1456 – Kalisz, 19 maggio 1531) è stato un arcivescovo cattolico e politico polacco.

## Biografia
È stato un esponente della famiglia Łaski.
Nel 1503 divenne cancelliere di Alessandro Jagellone. In tal ruolo combatté gli Asburgo e favorì come successore al trono, ora occupato da Alessandro, suo fratello Sigismondo I di Polonia. Questi, assunta la carica, lo fece arcivescovo di Gniezno e primate di Polonia nel 1530.

## Genealogia episcopale e successione apostolica
La genealogia episcopale è:
- Vescovo Jan Konarski
- Arcivescovo Andrzej Krzycki

La successione apostolica è:
- Vescovo Fabian Luzjański (1512)
- Vescovo Mauritius Ferber (1523)